# Добрівляни (зупинний пункт)
Добрівля́ни — пасажирський залізничний зупинний пункт Львівської дирекції Львівської залізниці на електрифікованій лінії Стрий — Самбір між станціями Дрогобич (13 км) та Дубляни (16 км). Розташований біля однойменного села Дрогобицького району Львівської області.

## Пасажирське сполучення
На зупинному пункті Добрівляни зупиняються приміські електропоїзди сполученням Стрий — Самбір.